# Павловце (округ Рімавска Собота)
Павловце (словац. Pavlovce (okres Rimavská Sobota), угор. Rimapálfala) — село, громада в окрузі Рімавска Собота, Банськобистрицький край, Словаччина. Кадастрова площа громади — 7,07 км². Населення — 408 осіб (за оцінкою на 31 грудня 2017 р.).
Перша згадка 1431 року.

## Населення
| Рік:            | 1994. | 2004.    | 2014.    | 2024.   |
| --------------- | ----- | -------- | -------- | ------- |
| Кількість осіб: | 315   | 347      | 395      | 422     |
| Різниця:        |       | +10,15 % | +13,83 % | +6,83 % |

| Рік:            | 2023. | 2024.   |
| --------------- | ----- | ------- |
| Кількість осіб: | 427   | 422     |
| Різниця:        |       | -1,17 % |